# السلفة (ذمار)
السلفة هي إحدى قرى الجمهورية اليمنية. وهي تتبع جغرافيًا لمحافظة ذمار. وإداريًا لمديرية مغرب عنس. يبلغ تعداد سكانها 1301 نسمة حسب الإحصاء الذي جرى عام 2004.